# Вьерса
Вьерса́ (фр. Viersat, окс. Viersac) — коммуна во Франции, находится в регионе Лимузен. Департамент коммуны — Крёз. Входит в состав кантона Шамбон-сюр-Вуэз. Округ коммуны — Обюссон.
Код INSEE коммуны — 23261.

## Население
Население коммуны на 2010 год составляло 311 человек.
| 1962 | 1968 | 1975 | 1982 | 1990 | 1999 | 2010 |
| ---- | ---- | ---- | ---- | ---- | ---- | ---- |
| 446  | 464  | 396  | 343  | 378  | 348  | 311  |

## Экономика
В 2010 году среди 187 человек трудоспособного возраста (15—64 лет) 141 были экономически активными, 46 — неактивными (показатель активности — 75,4 %, в 1999 году было 74,4 %). Из 141 активных жителей работали 128 человек (68 мужчин и 60 женщин), безработных было 13 (6 мужчин и 7 женщин). Среди 46 неактивных 13 человек были учениками или студентами, 17 — пенсионерами, 16 были неактивными по другим причинам.